# Yves Trudel
Pour les articles homonymes, voir Trudel.
Yves Trudel (né le 10 février 1950 à Montréal et mort le 11 mars 2022 à Varennes) est un acteur, auteur, compositeur et enseignant en théâtre québécois. Il est connu pour son rôle de Méo dans Elvis Gratton, en plus de jouer dans tous les films de fiction du réalisateur Pierre Falardeau. Il a aussi participé à de nombreux tournages d'étudiants en cinéma.

## Biographie
Né le 10 février 1950 à Montréal dans le quartier Hochelaga-Maisonneuve, Yves Trudel grandit par la suite à Verdun. Son père est boucher et sa mère cuisinière dans un presbytère.
Au décès de sa mère, Yves n'a que 14 ans. Il rêve de faire du théâtre. Un jour, il frappe à la porte d'une salle de répétition et obtient son premier petit rôle. Avec les économies de ses premiers emplois, il s'offre une guitare et entreprend de composer ses chansons. Il est très introverti et la poésie lui permet de libérer ses impressions. Il compose des chansons qu'il interprète dans les boîtes à chanson de l'époque dans le Vieux-Montréal. Tony Roman fait l'éloge de son talent de compositeur. Il endisque mais sa carrière de chansonnier fait place à son envie de jouer. Il s'inscrit plus tard à l'option théâtre de l'Université du Québec et a, entre autres enseignants, Jacques Létourneau. Dans le cadre de ses études, il fait connaissance avec Julien Poulin qu'il qualifie de surdoué et duquel il dit avoir tout appris. Ce dernier lui fait rencontrer Pierre Falardeau.
Il monte Les Aventures de grand corbeau avec une troupe dont Marie Eykel fait partie. Ils font une tournée au Québec et en Europe.
Il enseigne pendant 33 ans l'art dramatique à la Polyvalente Ste-Thérèse et fait découvrir le milieu du théâtre à plusieurs étudiants, dont plusieurs sont devenus connus par la suite, notamment Hugo Giroux, Sébastien Gauthier, Élyse Aussant, Jean-François Trudel, Annie-Claude St-Jean, Luc Bourgeois, Réal Béland, Simon Labelle-Ouimet et de nombreux autres.
Parmi ses réalisations artistiques, dans les années 80 et jusqu'au milieu des années 90, Yves forme avec Benoît Paiement, un duo comique absurde, un toxicomane du nom de Bern accompagné de son travailleur social Jean-Louis, Les beaux-frères Beaudoin. Ce duo participe régulièrement à l'émission Casse-tête animée par Daniel Lemire, aux Lundis des Ha ha et au Festival juste pour rire.
Un jour, Yves propose à Julien Poulin de faire la mise en scène des Beaux-frères Beaudoin. Celui-ci en retour lui propose un peu plus tard de le joindre dans l'aventure Gratton de Falardeau. Les trois comparses se réunissent et définissent le personnage qu'Yves aura à jouer. Falardeau dit qu'il a un oncle qui parle avec un cigare dans la bouche et qu'on ne comprend rien à ce qu'il dit, Poulin propose des traits de caractères du personnage et Yves parle de la fameuse tuque rouge pompier reçu en cadeau de sa sœur Francine et de là nait le personnage de Méo. Les trois ont une complicité et une admiration mutuelle indéfectible.
Yves Trudel est l'auteur de nombreuses pièces de théâtre pour grands groupes d'adolescents : Miss pourquoi pas moi, Le rêve magnétique, Silence ou j'évacue l'école, les misères de la nuit d'Édith. Certains se souviendront de sa pièce, Ouvert le dimanche, qu'il écrit pour Hugo Giroux. Puis il y eut Don Juane ayant fait l'objet d'une lecture publique par Dominique Pétin et sa pièce L'étoile du match qui est une tragi-comédie mettant en vedette Élyse Aussant, Sébastien Gauthier, Hugo Giroux et Yves Trudel qui signe également la mise en scène, au théâtre La Voûte les 7 et 8 décembre 2013. Comment oublier la pièce La soixantaine interprétée par Hugo Giroux et Yves Trudel lors de soupers-théâtre à Ste-Anne des Plaines.
Yves effectue également une grande tournée avec Les deux derniers Maurice qu'il joue en compagnie de l'acteur Pierre Collin. Il s'est aussi produit en solo avec son spectacle humoristique Méo sur scène.
Il tourne de nombreux clips amusants de dialogues entre deux retraités Les Pépés Boomers avec Jacques Rossi et plus tard, Les vieux du centre d'achat avec Gilbert Dumas qui sont toujours sur Youtube.
Il meurt le 11 mars 2022 chez lui à Varennes,.

## Carrière

### Filmographie
- 1985 : Elvis Gratton : Le King des kings : Méo
- 1990 : Le Party : Waso
- 1990 : Ding et Dong, le film : ouvrier de construction
- 1991 : Lance et compte : Le Retour du chat (TV)
- 1994 : Octobre : Ti-Casse
- 1999 : Elvis Gratton II : Miracle à Memphis : Méo
- 2001 : 15 février 1839 : Joseph
- 2003 : Comment ma mère accoucha de moi durant sa ménopauseS. Rose : un itinérant
- 2003 : 20h17 rue Darling : officier
- 2004 : Elvis Gratton XXX : La Vengeance d'Elvis Wong : Méo
- 2007 - 2009 : Bob Gratton : Ma vie, My Life : Méo
- 2010 : Curling : Yvan
- 2018 : Une colonie : Georges

### Théâtre
- 1971-1972 : Théâtre Sans Fil

- 1973 : Les Aventures de Grand Corbeau

- 1978-1985 : Les Beaux-Frères Beaudoin

- 1999 : L'asile.

- 2000 : C'est devenu gros.

- 2009 : Les deux derniers Maurice

- 2010 : La soixantaine

- 2010 : Cendres

- 2012 : Méo sur scène

- 2013 : L'étoile du match

- 2021 : Les vieux du centre d'achats

### Écriture
Pièces de théâtre pour adolescents
Alexandre le petit
Silence ou j'évacue l'école
Miss Pourquoi pas moi
Rêve magnétique
Entre Quatre murs
Pièces de théâtre pour enfants
Les aventures de Grand Corbeau
Les misères de la nuit d'Édith
Le lutin étourdit.(Théâtre Clé)
Pièces de théâtre pour adultes
Les corridors doivent être déserts
Trois secondes et quart (Théâtre du Tandem, été 2000)
Don Juane (Lecture publique, février 2000)
La pluie n'éteint pas les cigarettes
Ouvert le dimanche
Les deux derniers Maurice (co-auteur)
La soixantaine en deux temps trois mouvements
L'étoile du match (Théâtre la Voute, décembre 2013)
Nombreux sketches des Pépés Boomers, des Vieux du centre d'achats jusqu'en 2022, édités par G Dumas

## Publications
« Au dernier trimestre de 2022, l'œuvre de Yves Trudel, Paroles célèbres par un parfait inconnu est publiée en formule privée et soumise à la Bibliothèque et aux archives nationales du Québec sous la rubrique Poésie dans le genre aphorisme dont la préface est signée par sa fille Édith. À la rubrique Ouvrages à paraître du même auteur, on y annonce la parution prochaine de recueils de ses pièces de théâtre pour adolescents et pour adultes et de textes inédits. »

[réf. souhaitée]